# Ronde van Italië 2021/Zevende etappe
De zevende etappe van de Ronde van Italië 2021 werd verreden op 14 mei van Notaresco naar Termoli. Het betrof een etappe over 181 kilometer. In de sprint was Caleb Ewan duidelijk de sterkste en pakte zijn tweede etappezege.
| Notaresco – Termoli (181,0 km) |                   |                                    |          |
| Plaats                         | Naam              | Ploeg                              | Tijd     |
| 1                              | Caleb Ewan        | Lotto Soudal                       | 4u42'12" |
| 2                              | Davide Cimolai    | Israel Start-Up Nation             | z.t.     |
| 3                              | Tim Merlier       | Alpecin-Fenix                      | z.t.     |
| 4                              | Matteo Moschetti  | Trek-Segafredo                     | z.t.     |
| 5                              | Andrea Pasqualon  | Intermarché-Wanty-Gobert Matériaux | z.t.     |
| 6                              | Fernando Gaviria  | UAE Team Emirates                  | z.t.     |
| 7                              | Dylan Groenewegen | Team Jumbo-Visma                   | z.t.     |
| 8                              | Max Kanter        | Team DSM                           | z.t.     |
| 9                              | Filippo Fiorelli  | Bardiani-CSF-Faizanè               | z.t.     |
| 10                             | Sebastián Molano  | UAE Team Emirates                  | z.t.     |

| Algemeen klassement |                  |                        |           |
| Plaats              | Naam             | Ploeg                  | Tijd      |
| Roze trui           | Attila Valter    | Groupama-FDJ           | 26u59'18" |
| 2                   | Remco Evenepoel  | Deceuninck–Quick-Step  | + 11"     |
| 3                   | Egan Bernal      | INEOS Grenadiers       | + 16"     |
| 4                   | Aleksandr Vlasov | Astana-Premier Tech    | + 24"     |
| 5                   | Louis Vervaeke   | Alpecin-Fenix          | + 25"     |
| 6                   | Hugh Carthy      | EF Education-Nippo     | + 38"     |
| 7                   | Damiano Caruso   | Bahrain-Victorious     | + 39"     |
| 8                   | Giulio Ciccone   | Trek-Segafredo         | + 41"     |
| 9                   | Daniel Martin    | Israel Start-Up Nation | + 47"     |
| 10                  | Simon Yates      | Team BikeExchange      | + 49"     |
|                     |                  |                        |           |
| 32                  | Koen Bouwman     | Team Jumbo-Visma       | + 10'55"  |

## Opgaves
- Domenico Pozzovivo (Team Qhubeka-ASSOS): Niet gestart vanwege een valpartij in de zesde etappe.

1e etappe ·
2e etappe ·
3e etappe ·
4e etappe ·
5e etappe ·
6e etappe ·
7e etappe ·
8e etappe ·
9e etappe ·
10e etappe ·
11e etappe ·
12e etappe ·
13e etappe ·
14e etappe ·
15e etappe ·
16e etappe ·
17e etappe ·
18e etappe ·
19e etappe ·
20e etappe ·
21e etappe
Startlijst · Eindstanden · Afbeeldingen